# Okszana Viktorovna Romenszkaja
Okszana Viktorovna Romenszkaja (cirill betűkkel Оксана Викторовна Роменская; (Rosztov-na-Donu, 1976. június 6. –) orosz kézilabdázó. A 2008-as olimpián ezüstérmes női válogatott tagja.

## Pályafutása
1998-tól volt orosz válogatott. 2001-ben, 2005-ben és 2007-ben csapatával világbajnoki címet szerzett. Hatszoros orosz bajnok. A 2008-as pekingi olimpián ezüstérmet szerzett, utána visszavonult.

## Elismerései
- Zaszluzsennij masztyer szporta Rossziji (Oroszország sportjának érdemes mestere)
- A Haza szolgálatáért érdemrend, I. fokozat, 2009 [2]
- A Haza szolgálatáért érdemrend, II. fokozat, 2004 [3]

## Fordítás
- Ez a szócikk részben vagy egészben  a(z)   96963730 című orosz Wikipédia-szócikk fordításán alapul.  Az eredeti cikk szerkesztőit annak laptörténete sorolja fel. Ez a jelzés csupán a megfogalmazás eredetét és a szerzői jogokat jelzi, nem szolgál a cikkben szereplő információk forrásmegjelöléseként.